# Fake
Fake è un termine inglese che sta a significare "falso", "contraffatto", "alterato", "tarocco".
Come neologismo italiano è stato usato per indicare "la sostituzione di contenuti pubblicitari con slogan di protesta, come critica a certe politiche aziendali".

## In internet
Nel gergo di internet, in particolare di comunità virtuali come newsgroup, forum o chat, un fake (dall'inglese per "falso", "posticcio") è un utente che falsifica in modo significativo la propria identità.

### Mascheramento d'identità
In contesti basati sull'anonimato e sull'identificazione attraverso nickname, tale falsificazione non ha in genere a che vedere con l'identità in senso stretto (comunque ignota), ma ad alcune caratteristiche importanti della persona. Così, verrà giudicato fake chi partecipa ad una discussione in cui siano coinvolti elementi di medicina fingendosi un medico (o un malato); chi frequenti un sito di incontri romantici fingendosi un esponente del sesso opposto; chi si introduca nelle discussioni di un gruppo con un certo orientamento politico, religioso, ecc., limitandosi a fingere di condividerne i valori. Un caso particolare di fake è l'utente che finge di essere un certo altro utente più o meno noto alla comunità, assumendone il nickname allo scopo di ottenere qualche vantaggio o operare contro la reputazione del "proprietario" usuale del nickname stesso. Altri ancora fingono di essere persone famose. Un'altra forma di fake consiste in un gruppo di amici che spesso anche con la conoscenza o la tolleranza da parte della vittima creano sui social network un profilo dove si fingono la vittima spesso indicata con nome distorto o soprannome dove fingendosi lui postano stati, foto e commenti volti a caricaturizzarne o esagerarne caratteristiche fisiche, abitudini, vizi e quant'altro. Quasi mai però si pretende di passare questi profili per veri.

### Su piattaforme e condivisione di video
In alcuni giochi di piattaforma di strategia militare come ad esempio Travian, per fake s'intende la pratica d'inviare anche in diversi momenti una o comunque pochissime truppe in attacco all'avversario così che lui e la sua eventuale alleanza, non potendo vedere il numero delle truppe ma solo che arriva un attacco, sia costretto a mettere in pratica strategie difensive come evacuare le truppe cosicché l'autore possa poi attaccare indisturbato la vittima o i suoi alleati.
Per fake si possono anche intendere video o fotografie con titoli non veritieri sul contenuto o spacciati per veri quando in realtà le situazioni sono montate ad arte o talmente paradossali da risultare incredibili o impraticabili nella realtà ad esempio litigi dai risvolti tragici o grotteschi, cadute pericolosissime o incidenti spaventosi da cui le vittime escono assolutamente illese o al contrario con lesioni mortali o gravissime ma perfettamente vigili ed in grado di avere tutte le funzioni normali, atti pericolosi, ripugnanti o che richiedono capacità sovrumane.

### Alex e Joan
Uno degli episodi più celebri inerenti al fenomeno dei fake avvenne nel 1982-1983 sulla chat statunitense di CompuServe, ed è ricordato col nome "AlexAndJoan" ("Alex e Joan"). Alex, nella vita reale un riservato medico psichiatra cinquantenne di New York, si spacciò a lungo per una neuropsicologa altezzosa e antireligiosa muta e divenuta paraplegica in seguito a un incidente stradale, di nome Joan. La sua spiegazione fu che il suo era un esperimento messo in atto "per poter meglio relazionarsi con le proprie pazienti". L'impostura andò avanti per due anni e "Joan" divenne un personaggio assai dettagliato, con una complessa rete di relazioni emotive: la storia finì solo quando "Joan" coinvolse un amico conosciuto online in un incontro con Alex.
"Anche quelli che conoscevano poco Joan si sentirono coinvolti (e in qualche misura traditi) dall'inganno di Alex. A molti di noi online piace pensare di essere una comunità utopica del futuro, e l'esperimento di Alex ci ha dimostrato che la tecnologia non è una difesa contro le truffe. Abbiamo perso la nostra innocenza, se non la nostra fede" (Van Gelder, 1996, p. 534).

### P2P
Nei programmi dedicati al file sharing, col termine fake si indica un file che viene spacciato per un altro, semplicemente rinominandolo. Il caso più comune è quello in cui un file con il nome di un film molto richiesto, al momento del download o dell'anteprima, si rivela in realtà un altro contenuto, sovente di carattere pornografico. Questo avviene per vari motivi. In alcuni casi, ad esempio, può semplicemente essere una burla attuata da chi condivide il file (ma è più probabile che ciò si verifichi per file di piccole dimensioni, come album o canzoni). Nei casi che riguardano circuiti come eMule, però, avviene principalmente perché condividere e far scaricare dal proprio share dei file permette di acquisire delle priorità utili a superare le code per i download: facendo credere agli altri utenti di possedere un file molto richiesto, li si spinge a scaricarlo e in questo modo si fanno aumentare i propri crediti.
Per ovviare a questo fenomeno, nelle versioni più recenti di eMule e di altri programmi di file sharing, sono previsti voti e/o commenti visibili agli altri utenti da assegnare ai file condivisi in cui eventualmente segnalare i fake e/o i file portatori di virus.

## Frodi informatiche
La pirateria in rete ha prodotto diversi sistemi di frode a danno degli utenti: tra questi esiste la possibilità di carpire informazioni strettamente riservate a danno della vittima recapitandogli le cosiddette fake mail: si tratta di e-mail con mittente falso o inesistente, associato ad una richiesta di dati personali che l'utente, credendo originale la missiva, spesso concede.
Uso comune di esse si può trovare nelle e-mail pubblicitarie (spam) dove viene utilizzata per ingannare utenti spesso inesperti a cliccare link che collegano a fake login di banche, siti commerciali o altri: questo fenomeno è conosciuto come phishing. Spesso, le e-mail inserite nei fake login sono a loro volta passate ad altri database incrementando lo spam.
In rete circolano molti programmi per inviare fake-mail, anche gratuiti, oppure dei siti appositi, che consentono di mascherare il mittente reale e usarne uno falso o inesistente, oltre che a camuffare gli indirizzi IP presenti negli headers dei messaggi.
È tuttavia possibile riconoscere una fake mail usando appositi programmi in grado di riconoscere l'esistenza o meno dell'e-mail.